# Stichting Onderzoek Medezeggenschap SOMz
De Stichting Onderzoek Medezeggenschap SOMz stimuleert onderzoek naar medezeggenschap. Naast medezeggenschap houdt SOMz zich bezig met  arbeidsverhoudingen op ondernemingsniveau en corporate governance. SOMz voert zelf geen onderzoek uit, fungeert niet als opdrachtgever en heeft geen winstoogmerk. 
SOMz werd in 2013 opgericht toen het Gemeenschappelijk Begeleidingsinstituut Ondernemingsraden (GBIO) werd opgeheven. Sommige taken van het GBIO werden overgenomen door de Sociaal-Economische Raad en de Commissie Bevordering Medezeggenschap (CBM). De stimulering van onderzoek op het gebied van medezeggenschap werd ondergebracht bij SOMz. De eerste bestuurders waren Jan Heijink (ITS Nijmegen), Niko Manshanden (FNV) en Fenny Michel (TNO).
SOMz organiseert bijeenkomsten voor personen en instellingen die in de praktijk met medezeggenschap te maken hebben. Tijdens die bijeenkomsten worden nieuwe onderzoeksresultaten gepresenteerd en besproken. SOMz organiseert ieder jaar een congres,  meestal rond een centraal thema.
Sedert 2018 bestaat het stichtingsbestuur uit Hans Schenk, Simone van Houten en Danella Zuidema. Het bestuur wordt geadviseerd door een Raad van Advies.    

## Externe bronnen
- Officiële website